# Punto subsolar
El punto subsolar de un planeta es el punto en el que el Sol parece estar directamente encima.
En planetas con una orientación y una rotación similares a las de la Tierra, el punto subsolar se mueve hacia el oeste, dando la vuelta al planeta una vez al día, pero también se mueve de norte a isur entre los trópicos a lo largo del año. Cualquier punto en los trópicos podría ser un punto subsolar. El solsticio de invierno (en el hemisferio norte) tiene lugar cuando el punto subsolar se encuentra sobre el trópico de Capricornio, y el solsticio de verano es cuando el punto subsolar se encuentra sobre el trópico de Cáncer.

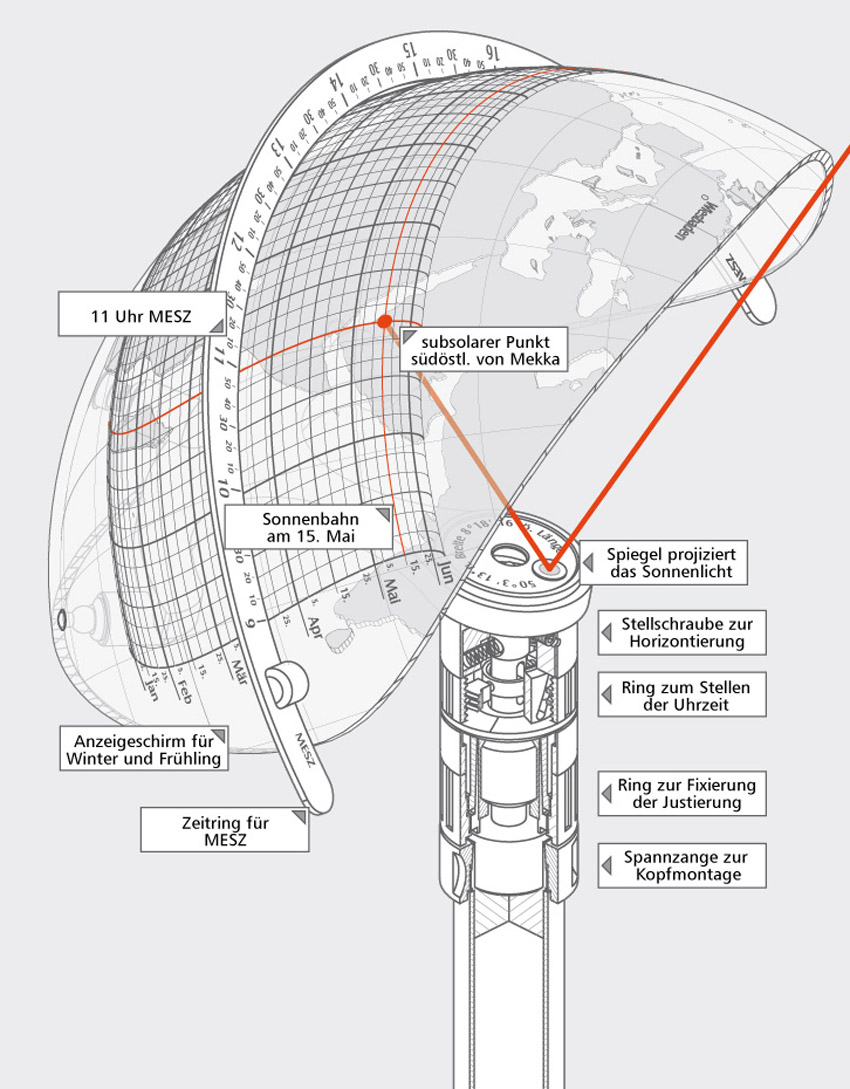
Reloj de sol, en el cual es posible seleccionar el día, la estación y el punto subsolar.

El punto subsolar de un cuerpo del sistema solar es el punto en que los rayos solares inciden de manera exactamente perpendicular en su superficie; en otro objeto espacial, es el punto más próximo al Sol.
- Datos: Q1399772
- Multimedia: Subsolar points / Q1399772